# Ермолина
Ермолина — деревня в Слободо-Туринском районе Свердловской области России, входит в состав муниципального образования «Усть-Ницинское сельское поселение». 

## Географическое положение
Деревня Ермолина муниципального образования «Слободо-Туринского района» Свердловской области расположена в 38 километрах (по автотрассе в 46 километрах) к юго-востоку от села Туринская Слобода, на левом берегу реки Липка (правый приток реки Тура). Деревня входит в состав муниципального образования «Усть-Ницинское сельское поселение».

## Население
| 2002 | 2010 | 2021 |
| ---- | ---- | ---- |
| 45   | ↗50  | ↗71  |